# San Juan y Fortuna
San Juan y Fortuna är en ort i Mexiko.   Den ligger i kommunen San Luis de la Paz och delstaten Guanajuato, i den centrala delen av landet, 240 km nordväst om huvudstaden Mexico City. San Juan y Fortuna ligger 2 058 meter över havet och antalet invånare är 179.
Terrängen runt San Juan y Fortuna är platt söderut, men norrut är den kuperad. Terrängen runt San Juan y Fortuna sluttar söderut. Runt San Juan y Fortuna är det ganska tätbefolkat, med 124 invånare per kvadratkilometer. Närmaste större samhälle är San Luis de la Paz, 19,7 km norr om San Juan y Fortuna. Trakten runt San Juan y Fortuna består till största delen av jordbruksmark.